# 莉迪亚·利特维亚克
莉狄亞·利特維亞克（俄语：Лидия Владимировна Литвяк，1921年8月18日—1943年8月1日），是“第二次世界大戰”時期蘇聯空軍的戰鬥機飛行員。在生涯66次空戰中，曾經五次單獨擊落敵機，蘇聯官方文宣甚至聲稱達十二次單獨擊落敵機，以及二到四次協同擊落敵機的紀錄。她是歷史上第一位擊落敵機的女性戰鬥機飛行員，是二战最成功的女飞行员，也是仅有的两位女性王牌飛行員之一（另一位是葉卡捷林娜·布達諾娃）。保有目前女性戰鬥機飛行員的擊落世界紀錄。她在參與庫斯克會戰攻擊德軍飛機編隊時被擊落殉職。她在Mius Front战役中去世，享年不到22岁。她的死后两次被提升为中尉军衔，分别于1943年和1990年晋升为中尉。

## 戰果
| 制造商      | 機型   | 確認擊墜數            |
| ----------- | ------ | --------------------- |
| 梅塞施密特  | Bf-109 | 13（包括3架結果不明） |
| 福克-沃爾夫 | Fw-190 | 2                     |
| 容克斯      | Ju-87  | 2（包括1架MIA）       |
| 容克斯      | Ju-88  | 2（包括1架結果不明）  |
| 總計        | 19架\| | 12架                  |

## 人物经历

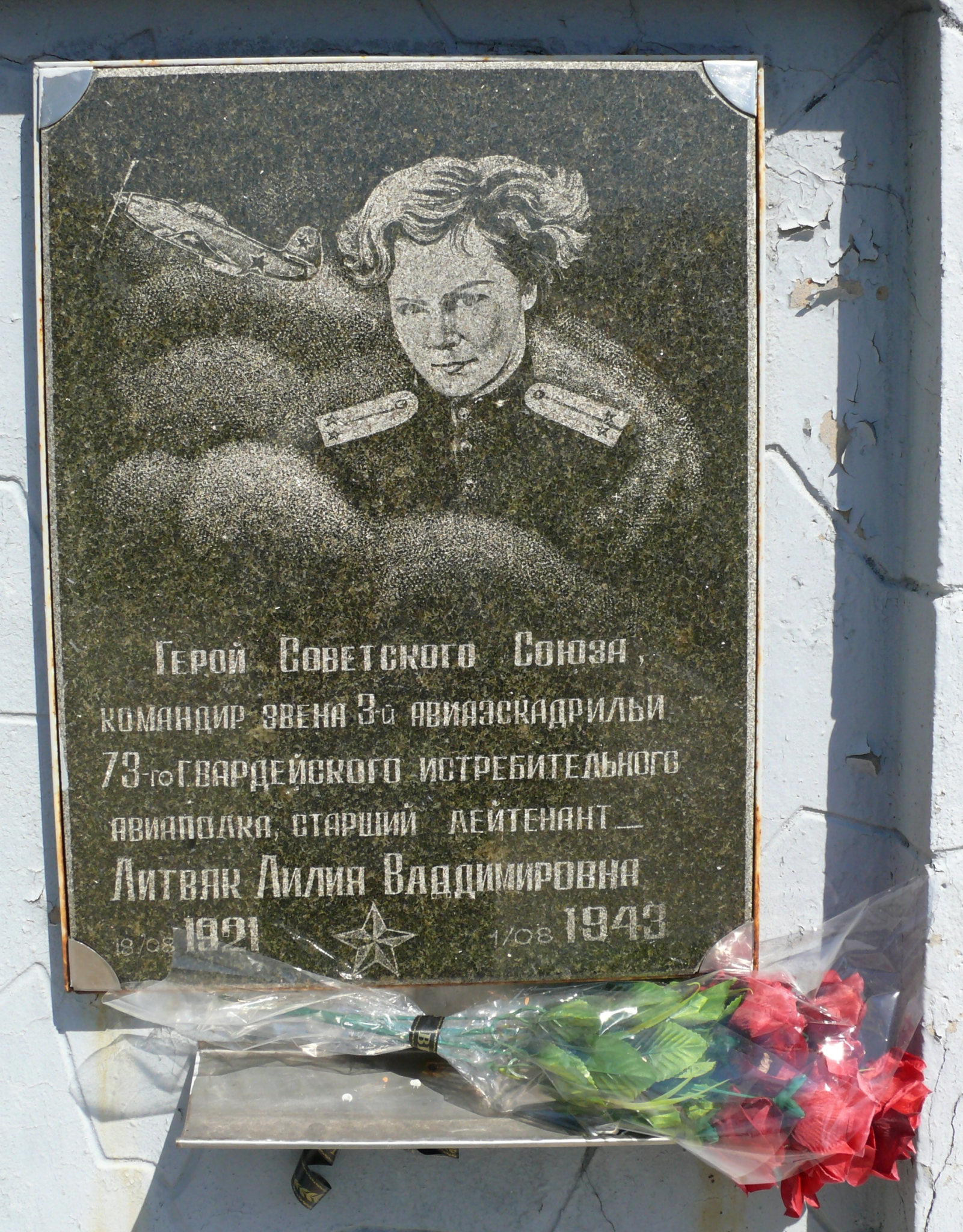

莉狄亚·利特维亚克于1921年8月18日出生于苏联莫斯科，工人家庭出身的女孩对航空飞行有着浓厚的兴趣。
从14岁起，她就在莫斯科飞行俱乐部学习。 15岁时，她已经完成了第一次独立飞行，那年她花了很少时间就学会驾驶波-2教练机，展现了飞行天赋，从赫尔松航空学校毕业。苏德战争爆发后，在1941年10月她在莫斯科的科敏特RVC起草入伍。 1942年，她参加了第586歼击航空团，她掌握了Yak-1战斗机。第一次战斗任务是在萨拉托夫上空进行的。 1942年8月，她驾驶Yak-1战斗机把一架Ju-88轰炸机击落。 9月， 莉狄亚·利特维亚克被调到第437战斗航空团（第8航空军第287战斗航空军师，苏联东南战线）。

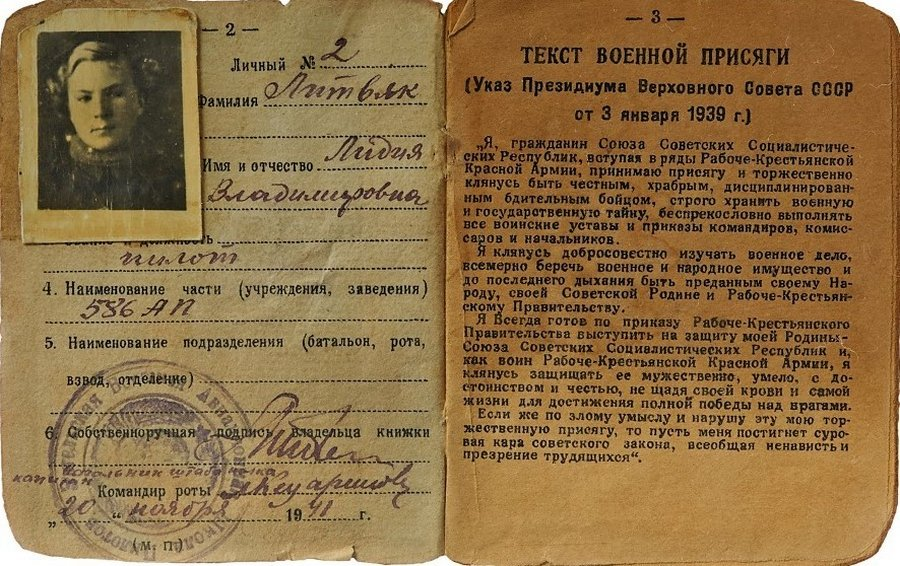

1942年9月14日，在斯大林格勒上空的第二次战斗飞行中，一架ju-88轰炸机和一架Bf 109战斗机被击落。年轻的女飞行员技艺日趋成熟，她击落的第十个猎物，是一个有击落11架敌机的战绩德国王牌飞行员纳粹德国空军第4航空队第53战斗机联队第2中队欧文·迈耶（Erwin Maier）上士。迈耶跳伞被俘后，提出想要见一见击落他的对手，想必是一位双料王牌飞行员。一会儿，当翻译请来了身高一米六二的金发女孩时，他以为自己被苏联人拿来开玩笑了，但她安静地坐在椅子上，详细地描述了空战经过:高度、位置、自机和敌机的动向、射击时机以及这位王牌驾驶员的疏忽。
9月27日，她的在距离轰炸机30米的位置击中了Ju-88。然后，与Raisa Belyaeva（她的男友，后来殉职）一起击落了Me-109。回到机场，莉狄亚·利特维亚克在她的飞机机罩上，画了一个白百合，因此获得了“斯大林格勒白百合花”的绰号。她的名字和俄语里百合花"丽丽亚"的发音接近，因此，航空团里大家都称她为百合花，特意在她的飞机上描绘一串百合花，每击落一架敌机，增加一朵花。
不久后，她被调到第九近卫战斗机航空团一个由最好的飞行员组成的部队，旨在获得空中优势。在1942年12月下旬在该航空团服役期间， 莉狄亚·利特维亚克在其飞机场附近摧毁了 一架Do-217轰炸机。 1942年底，她接到命令执行第296条行动计划。
1943年2月11日，在南线大空战中，两架敌机被击落不久，在一次战斗中，她的座机被击落，她被迫降落在敌人占领的领土上。当德国士兵试图抓住她当俘虏时，其中一名苏联攻击飞行员向她伸出援手：他用机枪向德军开火，顺利的拯救了莉狄亚·利特维亚克并把它带回了空军基地。
1943年2月23日，莉迪亚·利特维亚克获得了她的第一个战功奖励-红星勋章。
3月22日，在顿河畔罗斯托夫地区参与拦截了一批德国轰炸机。在战斗中，她设法降下了一架飞机。她注意到六架bf-109，与他们进行了不平等的战斗，她的战友们执行了战斗任务。在战斗中，她受了重伤，但设法将受损的飞机带回了机场。疗伤后，她被送回后方养伤，但是一周后，她再次回部队。5月底，她获得了红旗勋章。
5月21日，莉狄亚·利特维亚克的男友死于空战。
6月15日，莉狄亚·利特维亚克击落了一架Yu-88轰炸机，与队友和6架德国战斗机恶战，她击落一架。她腿部受到轻伤，并拒绝接受治疗。
7月22日，莉狄亚·利特维亚克获得了列宁勋章
7月18日莉狄亚·利特维亚克和她的闺蜜卡佳·布达诺娃在战斗中被击落。莉狄亚·利特维亚克打开了降落伞安全返回，但布达诺娃的雅克-1战斗机因机体殉爆而牺牲。
7月下旬-年8月上旬，在米乌斯河的拐弯处进行了激烈的战斗，以突破德国的防御，这条道路通向顿巴斯。地面攻势伴随着对空中优势争夺的而变得恶化。 1943年8月1日，利迪亚·利特维克进行了4架次出动，在此期间，她亲自击落了2架敌机，从第四次出发，她再也没有返回。
她的失踪使基地人员上下为之垂泪。她在这次战役中击落敌机两架，苏德战争开始至1943年8月1号先后共击落十二架。但人影始终未能找到，大家并没有为认为她已经牺牲了，每天航空团晚点名时，都要呼唤她的名字。
师级司令部准备了莉狄亚·利特维亚克授勋为苏联英雄称号的文稿，但有传言称飞行员被德军俘虏，文稿被推迟了
（根据另一个版本，失踪人员无法获得苏联英雄头衔） 。
在战后年代，士兵们继续寻找失踪的飞行员。他们在顿涅茨克州沙赫乔尔斯克区Dmitrovka村搜索 。她的遗体位于Kozhevnya农场，是被当地男孩发现的，1969年7月29日被埋在Dmitrovka村的万人坑中，被认定为“未知的飞行员”。 1988年7月苏联为曾经保卫祖国领空而为之牺牲的王牌飞行员莉狄亚·利特维亚克举行了葬礼。
同年11月，苏联国防部副部长的命令修改了1943年9月16日人事总局莉狄亚·利特维亚克个人档案中的第22段：“遗失于1943年8月1日。修改为为：她在1943年8月1日执行战斗任务时牺牲。
1990年5月5日，苏联总统签署法令，莉狄亚·利特维亚克被授予苏联英雄称号。颁发11616号金星勋章
在顿涅茨克以东90公里的库拉斯尼，人们为纪念这位的女战士，建造了一座高大的纪念碑，碑上是她的半身雕像。

## 获奖情况

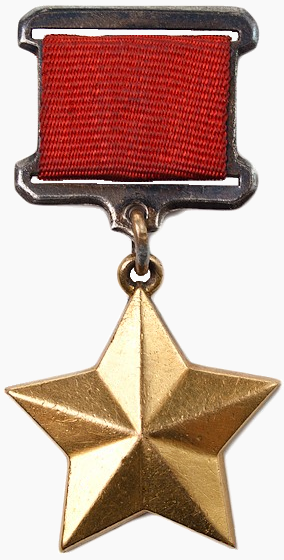
Hero of the USSR Gold Star.png

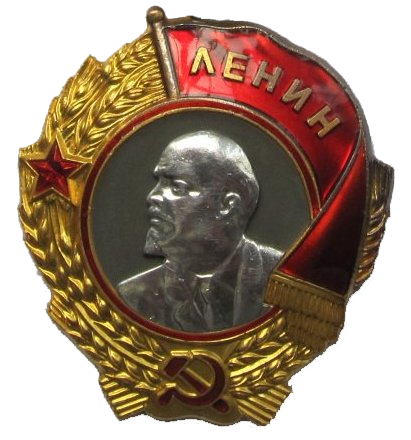
Kiselev's Order of Lenin (cropped).png

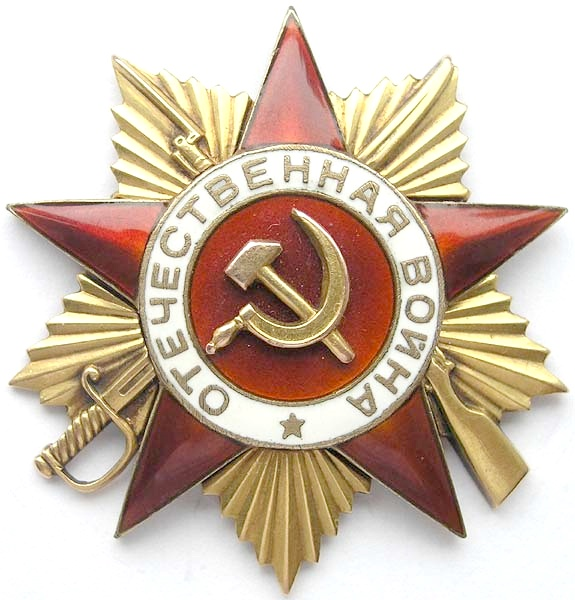
Orden-otechestvennoy-voyny A0078505.jpg

Order of the Red Star

- 苏联英雄（1990年5月5日）追授。

- 列宁勋章 （1943年7月22日）。

- 卫国战争勋章1943年10月1日，追授。

- 红星勋章1943年2月17日。

## 关于记忆
关于墓地的纪念牌在Dmitrovka村庄，顿涅茨克地区的沙赫乔尔斯克区。
在中央广场的紅盧奇市，有一个莉狄亚·利特维亚克的纪念碑，正对着以莉狄亚·利特维亚克命名的1号体育馆。
她在吉尼斯世界纪录中被列为在空战中击落最多战机的女飞行员。
她的名字也被用在动画《翼神传说》（RahXephon）中的TERRA航母。
她的姓氏是借用动画“突袭女巫” Sani Litvyak中的女英雄而得名。
为了纪念这位传奇飞行员在2018年，她在战前居住的莫斯科Novoslobodskaya街14/19号房屋上安装了一块纪念牌。
2019年7月21日，在伏尔加格勒州南部军区航空团基地地址，发现了一张有关于莉狄亚·利特维亚克的画像。

## 电影
电影《纪念之路》，CSDF（RCSDF），18分钟。导演：Andrikanis E. 1979年
L. Litvyak纪念碑历史的故事。
纪录片“美丽的团”系列中的第一集“莉莉亚”是献给莉迪亚·利特维亚克的，2014年。导演亚历山大·卡普科夫（Alexander Kapkov）。
2013年发布了《格斗》系列（dir。A. Muradov）。电影莉迪亚·利托夫琴科（女演员E.维尔科娃）的女主人公集体形象的一个例子是莉迪亚·利特维克（Lydia Litvyak）。
2008年，动画作品《 Strike Witches》发行，其中莉迪亚（Lydia）作为女主角萨尼·利特维克（Sani Litvyak）的参考原型。
在2019年3月22日，导演Andrei Chaliop宣布计划拍摄一部关于她的电影。计划由28 Panfilov工作室的导演与金·德鲁希宁（Kim Druzhinin）导演合作拍摄。

## 外部連結
- 更多图片 （页面存档备份，存于）